# Papirus 49
Papirus 49 (według numeracji Gregory–Aland), oznaczany symbolem {\displaystyle {\mathfrak {P}}^{49}} – wczesny grecki rękopis Nowego Testamentu, spisany w formie kodeksu na papirusie. Paleograficznie datowany jest na III wiek. Zawiera fragmenty Listu do Efezjan, tekst był dwukrotnie publikowany. Rękopis wyszedł spod tej samej ręki, co Papirus 65 (zawiera fragmenty 1 Tesaloniczan) i dlatego sugerowano, że oba fragmenty mogły stanowić ten sam rękopis. Pod względem tekstualnym jest bliski Kodeksowi Synajskiemu i Watykańskiemu. Pochodzi z Egiptu, obecnie przechowywany jest na Uniwersytecie Yale.

## Opis
Zachowała się jedna tylko karta kodeksu z tekstem Listu do Efezjan 4,16–29; 4,31–5,13. Górna część karty uległa zniszczeniu i sześć linijek tekstu zostało utraconych. Obecne rozmiary karty wynoszą 20,3 na 13,3 cm. Przypuszcza się, że oryginalne karty kodeksu miały rozmiar 18 na 25 cm.
Tekst pisany jest w 29 linijkach na stronę, około 38 liter w linijce, marginesy mają około 3 cm. Tekst zajmował przestrzeń około 20,5 na 12 cm. Rękopis sporządzony został przez zawodowego skrybę, który zdradza tendencję do pisania kursywą. Litery są lekko pochylone w prawo, stosowane są przydechy i akcenty.
Już Bradford Welles, pierwszy wydawca kodeksu, zauważył wielkie podobieństwo do {\displaystyle {\mathfrak {P}}^{65}}. Jego zdaniem nie zachodzi żadna zauważalna różnica w kształcie liter pomiędzy obu rękopisami. Identyczne są zwłaszcza te litery, przy których pisaniu ujawnia się zwykle odmienna ręka – tytułowe lambda, tytułowe sigma, iota, wysokie ypsilon. Skróty dla nomina sacra dokonywane są w identyczny sposób – podłużna kreska u góry z tendencją do wydłużania w prawo stawiana jest tylko nad ostatnią literą skracanego wyrazu. Nie zachodzą żadne różnice w kształcie liter, oba fragmenty nie stosują ligatur. Ponadto rozmiar oryginalnych kart obu rękopisów był identyczny (18 na 25 cm), ta sama jest liczba linijek tekstu na stronie – 29. Podobna jest liczba liter w jednej linijce tekstu, jakkolwiek {\displaystyle {\mathfrak {P}}^{65}} ma na ogół nieco więcej liter w linijce (najdłuższa linijka w {\displaystyle {\mathfrak {P}}^{49}} ma 42 litery, najkrótsza w {\displaystyle {\mathfrak {P}}^{65}} ma 38 litery). Oba rękopisy wyszły spod ręki tego samego skryby.
Sugerowano, że oba fragmenty mogły niegdyś stanowić ten sam rękopis. Oryginalny rękopis zawierałby zbiór Listów Pawła. Różnica w liczbie liter w linijce tekstu spowodowana zawężeniem marginesów (u {\displaystyle {\mathfrak {P}}^{49}} wynosi ona 3 cm, a u {\displaystyle {\mathfrak {P}}^{65}} – 2,5 cm. Skryba w miarę zbliżania się do końca zorientował się, że zużywa więcej materiału piśmiennego niż pierwotnie to przewidywał i dlatego postanowił oszczędzać papirus. Podobną zmianę można zaobserwować w {\displaystyle {\mathfrak {P}}^{75}}, w którego końcowych partiach skryba dodawał po trzy litery do linijki tekstu, a nawet dodatkowe linijki tekstu na stronie.
Według Alanda manuskrypt jest jednym z trzech wczesnych rękopisów Listu do Efezjan. Według Comforta jest szóstym wczesnym rękopisem, który zawierał pełny zbiór Listów Pawła. Pozostałe pięć rękopisów to: {\displaystyle {\mathfrak {P}}^{13}}, {\displaystyle {\mathfrak {P}}^{15}}/{\displaystyle {\mathfrak {P}}^{16}}, {\displaystyle {\mathfrak {P}}^{30}}, {\displaystyle {\mathfrak {P}}^{46}}, {\displaystyle {\mathfrak {P}}^{92}}.

## Tekst

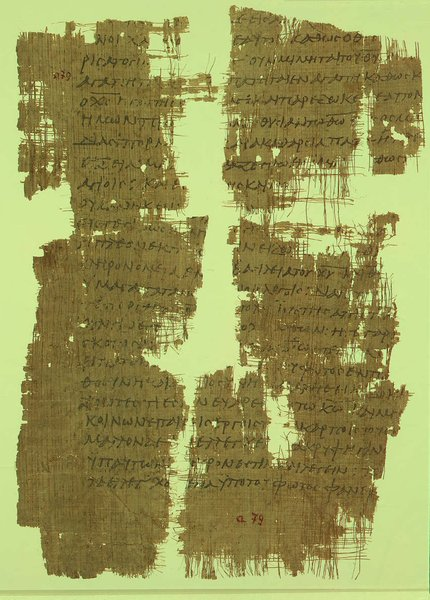
Strona verso papirusu z tekstem Ef 4,31-5,13

Hatch i Welles zaliczyli tekst kodeksu jako typu aleksandryjskiego. Kurt Aland pisał, że jest co najmniej normal text – to znaczy bliski dla tekstu oryginalnego – i zaklasyfikował do kategorii I. Bruce M. Metzger określił go, jako aleksandryjski. 14 na 16 wariantów tekstowych fragmentu zgodnych jest z Kodeksem Synajskim i Watykańskim, co oznacza bardzo bliskie tekstualne pokrewieństwo.

### Warianty tekstowe
W Ef 4,23 przekazuje rzadki wariant εν τω πνευματι (w duchu) zamiast τω πνευματι (duchem). Wariant kodeksu jest wspierany przez Kodeks Watykański, minuskuł 33, 1175, 1739, 1881 i kilka innych rękopisów.
W Ef 4,28 przekazuje rzadki wariant ταις χερσιν το αγαθον, w czym jest wspierany jedynie przez {\displaystyle {\mathfrak {P}}^{46}}, drugiego korektora Kodeksu Synajskiego, Kodeks Watykański, starołaciński a, oraz vgst. Pozostałe rękopisy przekazują następujące warianty: το αγαθον (Porphyrianus, minuskuł 6, 33, 1739, 1881); το αγαθον ταις χερσιν (Angelicus, Athous Lavrensis, 323, 326, 614, 630, 945); το αγαθον ταις ιδιαις χερσιν (Kodeks Moskiewski, 2495); ταις ιδιαις χερσιν το αγαθον (Kodeks Synajski, Aleksandryjski, Bezy, Augiensis, Boernerianus, 81, 104, 365, 1175, 1241, 2464, vgcl).
W Ef 4,32 przekazuje wariant δε (zaś) wraz z Kodeksem Synajskim, Aleksandryjskim, pierwszym korektorem Kodeksu Bezy (D1), Athous Lavrensis, rękopisy bizantyńskie, syrh. Kodeks Bezy, Augiensis, Boernerianus, minuskuł 1175, oraz staro-łaciński b wspierają wariant ουν (więc), inne rękopisy nie mają żadnego z tych słów ({\displaystyle {\mathfrak {P}}^{46},} Vaticanus, minuskuł 6, 104, 1739, 1881, niektóre rękopisy Wulgaty).
W Ef 5,4 przekazuje wariant και (i), w czym jest zgodny z {\displaystyle {\mathfrak {P}}^{46},} pierwszym korektorem Kodeksu Synajskiego (א1), Kodeksem Watykańskim, drugim korektorem Kodeksu Bezy, rękopisami tradycji bizantyjskiej, Peszittą, rękopisami koptyjskimi w dialekcie bohairskim; konkurencyjny wariant η (czy) wspierany jest przez Kodeks Synajski, Aleksandryjski, Bezy, Augiensis, Boernerianus, Porphyrianus, minuskuł 81, 104, 326, 365, 1175, 1241, 1739, 2464, rękopisy starołacińskie, syrh, oraz rękopisy w dialekcie saidzkim.
W Ef 5,5 przekazuje wariant ο εστιν (który jest), w czym wspiera rękopisy: {\displaystyle {\mathfrak {P}}^{46},} Synajski, Watykański, Augiensis, Boernerianus, Athous Lavrensis, 33, 365, 1175, 1739, 1881, 2464, starołacińskie, Peszitta, koptyjskie; inny wariant – ος εστιν (który jest), wspierany jest przez Kodeks Aleksandryjski, Kodeks Bezy, oraz rękopisy bizantyjskiej tradycji tekstualnej.
W Ef 5,9 przekazuje wariant φωτος (światła), w czym jest zgodny z Kodeksem Synajskim, Aleksandryjskim, Watykańskim, Bezy, Augiensis, Boernerianus, Porphyrianus, minuskuł 6, 33, 81, 629, 1175c, 1739, 1881, 2464, niektóre rękopisy łacińskie, Peszitta i rękopisy koptyjskie. Wariant πνευματος (ducha) przekazują {\displaystyle {\mathfrak {P}}^{46},} D2, Ψ, większość bizantyjska oraz syrh.

### Przykład zrekontruowanego tekstu
Tekst Efezjan 4,16-23  w rekonstrukcji dokonanej przez Ph. Comforta i D. Barretta. Tekst objęty klamrami przypada na utracone partie karty i jest to tekst przypuszczalny, litery oznakowane kropką u dołu są trudno czytelne.
[16] – [οικοδομην εαυτου] ε̣ν̣ αγαπ[η [17] το]υ̣το̣ ο̣υ̣ν λ̣[εγω και
μαρτυρομ]α̣ι εν κ̅ω̅ μη̣κετι υ[μας π]ε̣ρ̣[ι]π̣ατ[ειν καθ]
[ως και τα] ε̣θνη ·περιπατει εν̣ [ματαιοτ]η̣τ̣ι του
[νοος] αυτων [18] εσκοτωμενοι τη ·δ[ια]νο̣ι̣α οντες
[απηλ]λοτριωμ̣ενοι της ζωης του θ̅υ̅ δ̣ια την αγνοι
[αν τη]ν̣ ουσαν εν ·αυτοις δια τ̣η̣[ν πωρ]ω̣σιν της
[καρδια]ς αυ̣των̣ [19] οιτινες απηλ[γηκοτες] ε̣αυτους
[παρεδ]ω̣καν τη̣ ·α̣σελγια ε̣ι[ς] εργα̣[σιαν] α̣καθαρ
[σιας πασης εν πλεο]ν̣ε̣ξ̣ια [20] υμ̣[εις δε] ο̣υ̣χ̣ ουτως
[εμαθετε τον χ̅̅ν̅ [21] ει γε] α̣υτον ηκ̣[ουσατ]ε̣ και εν αυτω
[εδιδαχθητε καθως εστι]ν̣ α̣λ̣η̣θ̣ε̣ι̣α̣ ε̣ν̣ [τω] ι̣̅̅υ̅ [22] [α]π̣οθεσθε
[υμας κατα τη]ν̣ προ[τεραν α]ναστροφη̣[ν το]ν̣ παλαιον αν
[θρωπον τον] φ̣θ̣ε̣ι̣ρομενον κατα τα[ς ε]π̣ιθυμιας της
[απατης [23] ανα]νεο̣υσθαι δε εν τω π̅ν̣̅[ι̅ το]υ νοος ·υμων

## Historia
Fragment zdradza wiele cech charakterystycznych dla III wieku. Pod względem paleograficznym jest bardzo bliski dla {\displaystyle {\mathfrak {P}}^{53}} (datowany na III wiek). Philip Comfort datuje oba rękopisy na połowę III wieku. INTF datuje go na wiek III.
Historia rękopisu od momentu jego powstania aż do chwili nabycia jest nieznana. Rękopis najprawdopodobniej powstał w Egipcie, jednak dokładne ustalenie miejsca jego sporządzenia jest niemożliwe. Nie ustalono także miejsca, w którym został znaleziony. Manuskrypt został nabyty w lutym 1931 roku w Kairze dla Uniwersytetu Yale, gdzie jest obecnie przechowywany (P. Yale 415) w New Haven. Na liście rękopisów Nowego Testamentu – w grupie papirusów – umieścił go Kurt Aland, dając mu numer 49.
Tekst rękopisu opublikowany został dopiero w 1958 roku, przez Williama Hatcha oraz Bradforda Wellesa, a w 1985 roku przez Susan Stephens, która dała nową rekonstrukcję tekstu. Philip Comfort opublikował tekst fragmentu w 1999 roku.
Bartoletti już w 1957 roku zauważył wielkie podobieństwo do {\displaystyle {\mathfrak {P}}^{65}} i w związku z tym zasugerowano, że oba mogły należeć do tego samego rękopisu. Stanowisko to podtrzymał Philip Comfort. W wydaniach Novum Testamentum Graece Nestle-Alanda wciąż traktowane są jako oddzielne rękopisy. Czyni tak NA28, tj. jest ostatnie wydanie Nestle-Alanda.